# 国道473号

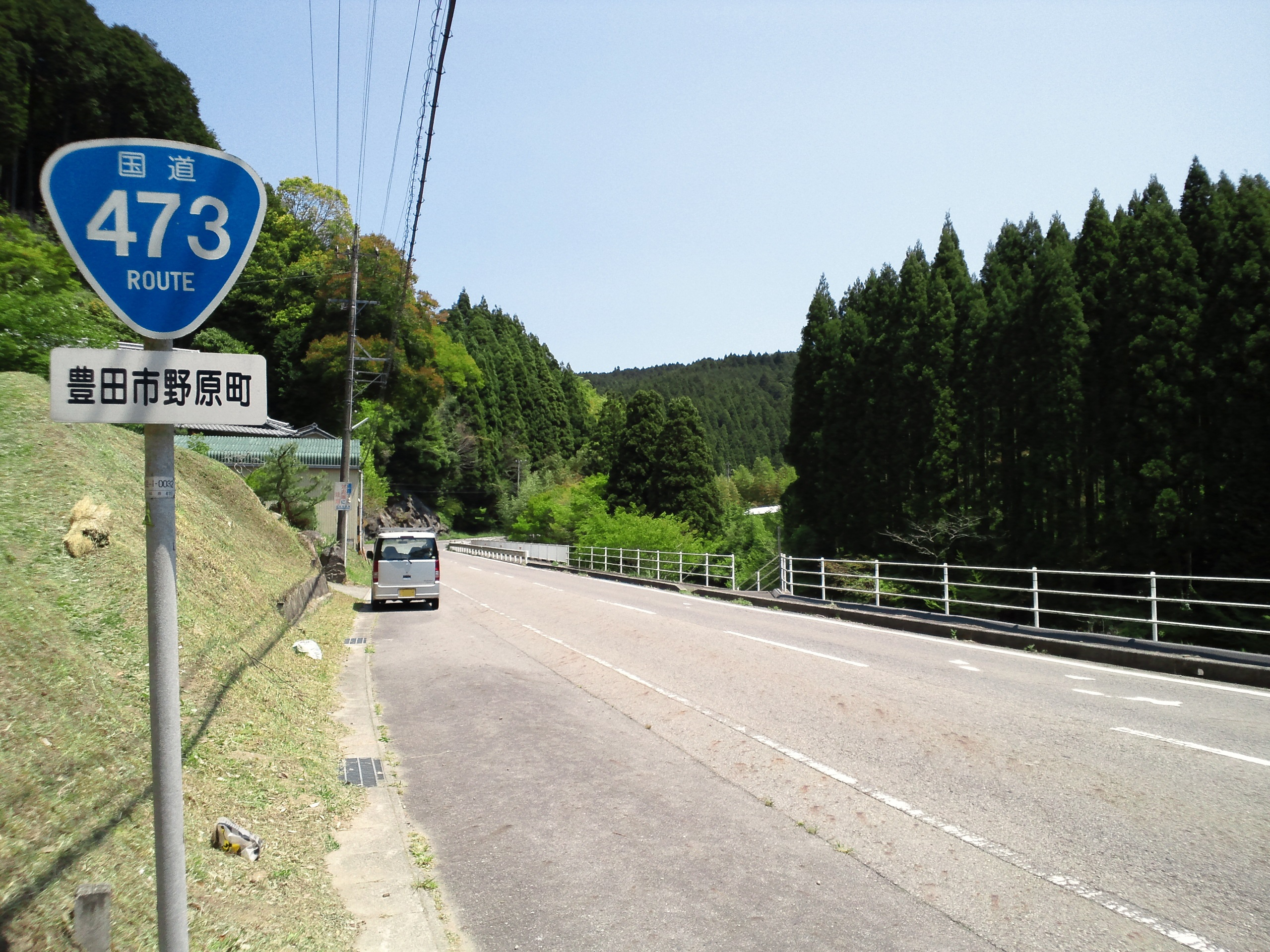
愛知県豊田市野原町（2013年5月）

国道473号（こくどう473ごう）は、愛知県蒲郡市から奥三河地方、静岡県浜松市天竜区、榛原郡川根本町を経由し、牧之原市に至る一般国道である。

## 概要
岡崎市における国道1号との重複は473号の経路変更により解消した。

### 路線データ
一般国道の路線を指定する政令に基づく起終点および重要な経過地は次のとおり。
- 起点：蒲郡市（上大内東交差点 = 国道23号（名豊道路）蒲郡IC）
- 終点：静岡県榛原郡相良町[注釈 2]（波津交差点 = 国道150号交点）
- 重要な経過地：岡崎市、愛知県東加茂郡下山村[注釈 3]、同県北設楽郡設楽町、同郡東栄町、静岡県磐田郡佐久間町[注釈 4]、天竜市[注釈 4]、同県榛原郡中川根町[注釈 5]、同郡金谷町[注釈 6]
- 総延長 : 268.0 km（静岡県 81.6 km、浜松市 85.2 km、愛知県 101.2 km）重用延長を含む。[2][注釈 7]
- 重用延長 : 109.2 km（静岡県 9.9 km、浜松市 71.5 km、愛知県 27.8 km）[2][注釈 7]
- 未供用延長 : なし[2][注釈 7]
- 実延長 : 158.8 km（静岡県 71.7 km、浜松市 13.7 km、愛知県 73.4 km）[2][注釈 7]
  - 現道 : 142.0 km（静岡県 54.9 km、浜松市 13.7 km、愛知県 73.4 km）[2][注釈 7]
  - 旧道 : 15.0 km（静岡県 15.0 km、浜松市 - km、愛知県 - km）[2][注釈 7]
  - 新道 : 1.8 km（静岡県 1.8 km、浜松市 - km、愛知県 - km）[2][注釈 7]
- 指定区間：なし[3]

## 歴史
- 1993年（平成5年）4月1日 - 一般国道473号（蒲郡市 - 静岡県榛原郡相良町[注釈 2]）として指定施行[4]。
- 2015年 （平成27年）
  - 1月31日 - 静岡県浜松市天竜区佐久間町川合で土砂崩れにより、天竜川に架かる原田橋が河床へ崩落。経路が分断される。
  - 3月15日 - 岡崎額田バイパスのバイパス区間3.6 kmが開通[5][6]。
  - 6月6日 - 設楽バイパスが開通[7]。
- 2016年（平成28年）2月13日 - 岡崎額田バイパスのアクセス道路区間0.7 kmが新東名高速道路浜松いなさJCT - 豊田東JCT間の開通に伴い、開通[8][9][10][11]。
- 2020年（令和2年）2月29日 - 新々原田橋供用開始[12]。
- 2022年（令和4年）
  - 7月19日 - 集中豪雨により、島田市福用高架橋南から地蔵峠の間が土砂流出、通行止め[13]。
  - 9月11日 - 天竜区佐久間町佐久間地内で落石。さらに斜面に不安定な岩塊が確認されたため通行止め[14]。同年9月30日、応急工事が完成し、通行止め解除[15]。
  - 9月23日 - 台風15号の集中豪雨により、島田市神尾地内から福用地内で路肩が崩壊、通行止め。
- 2023年（令和5年）
  - 4月20日 - 前年通行止めとなった島田市神尾地内から福用地内の間で復旧工事が一部完成。一部に交互通行箇所を設けて通行止め解除[16]。
  - 6月2日 - 岡崎市鉢地町付近約0.6 kmの区間で大雨による道路損壊、通行止め。同年12月28日に通行止めが解除された[17]。
- 2025年（令和7年）
  - 3月29日 - 金谷御前崎連絡道路、菊川IC - 倉沢IC間の3.3 kmが開通[18]。
  - 4月1日 - 国道473号の区間から外れた、蒲郡市の上大内交差点から竹島入口交差点の区間を愛知県道73号長沢蒲郡線に付け替え。あわせて国道23号 蒲郡バイバスの蒲郡インターチェンジおよび音羽蒲郡道路（三河湾オレンジロード）に接続する蒲郡市の上大内東交差点を起点と変更[19]。

## 路線状況

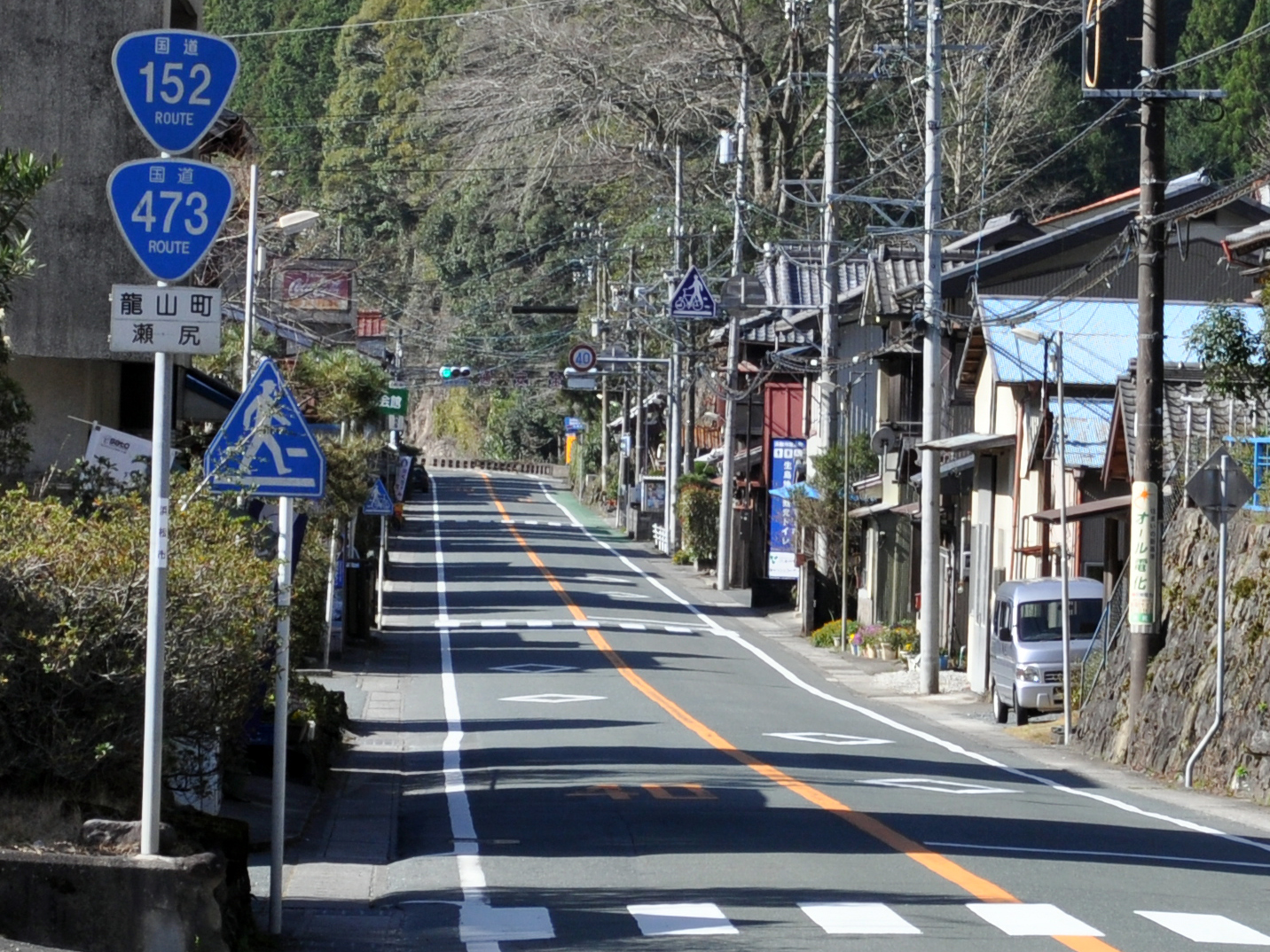
国道152号との重複区間（静岡県浜松市天竜区龍山町瀬尻、2010年3月）

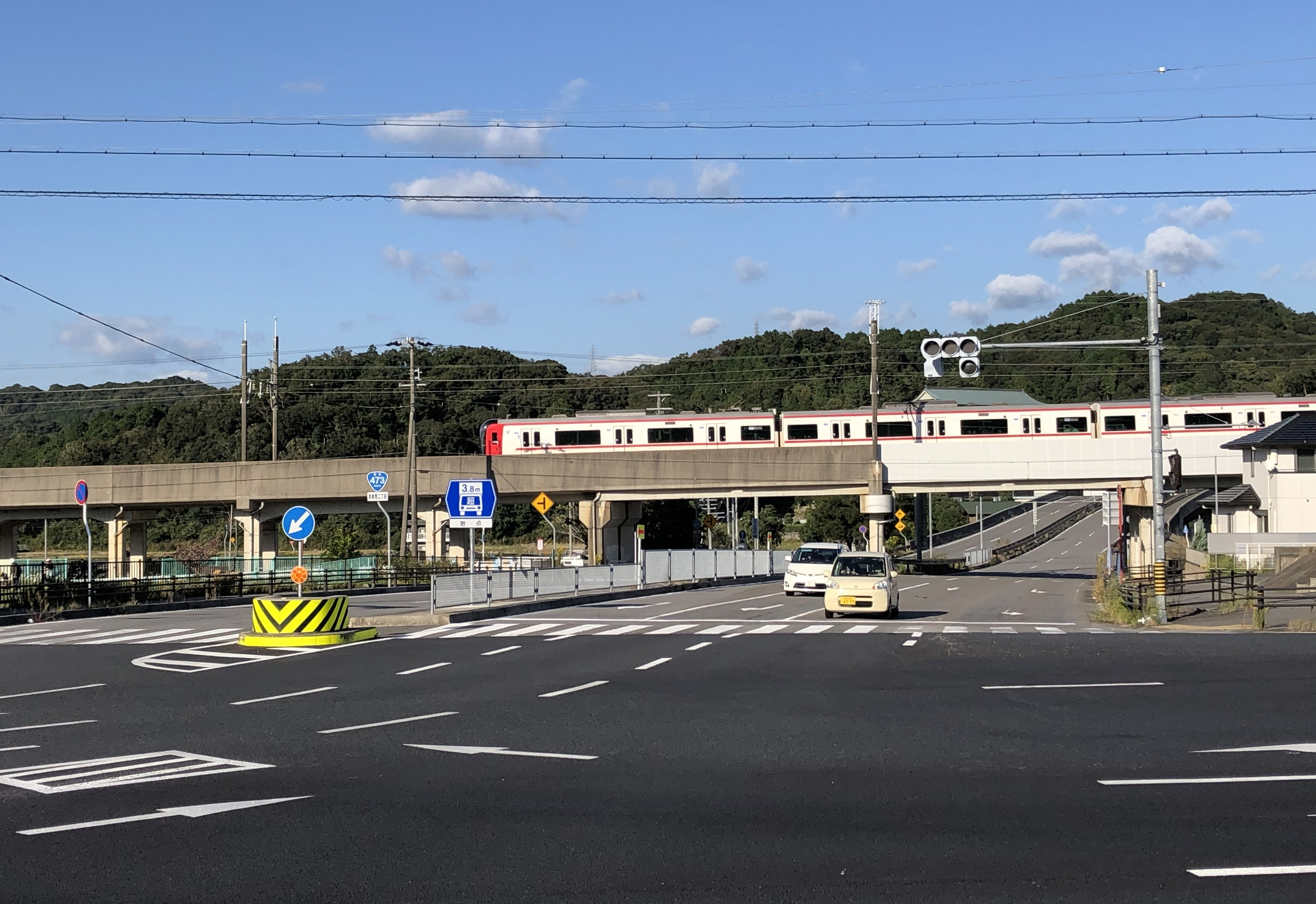
岡崎額田バイパスの起点

### バイパス
- 岡崎額田バイパス
- 設楽バイパス
- 金谷御前崎連絡道路（金谷相良道路・相良バイパス）

### 別名
- 樫山街道（岡崎市）
- 鉢地峠道（岡崎市、蒲郡市）

### 重複区間
- 国道301号・挙母街道（愛知県豊田市黒坂町沼：区間内に岡崎市切山町字木挽沢を含む）
- 国道420号（愛知県豊田市阿蔵町仏供田 - 北設楽郡設楽町田峯字鷹野）
- 国道257号（愛知県北設楽郡設楽町田峯字鷹野 - 北設楽郡設楽町田口）
- 国道151号・別所街道（愛知県北設楽郡東栄町中設楽・中設楽交差点 - 北設楽郡東栄町中設楽先林）
- 国道152号（静岡県浜松市天竜区佐久間町戸口 - 浜松市天竜区山東）
- 国道362号（静岡県浜松市天竜区山東 - 榛原郡川根本町下長尾）

### 道路施設

#### 橋梁
- 原田橋（静岡県浜松市天竜区佐久間町川合）
- 大井橋（静岡県浜松市天竜区佐久間町大井）

#### トンネル
- 鉢地坂トンネル（愛知県蒲郡市・岡崎市）
- 本宿トンネル（愛知県岡崎市）：岡崎額田バイパス
- 根裏隧道（愛知県岡崎市）
- 新段戸トンネル（愛知県豊田市・北設楽郡設楽町）：国道420号重複
- 岩古谷トンネル（愛知県北設楽郡設楽町）
- 豆こぼしトンネル（静岡県浜松市天竜区佐久間町佐久間）
- 西川隧道（静岡県浜松市天竜区龍山町）：国道152号重複

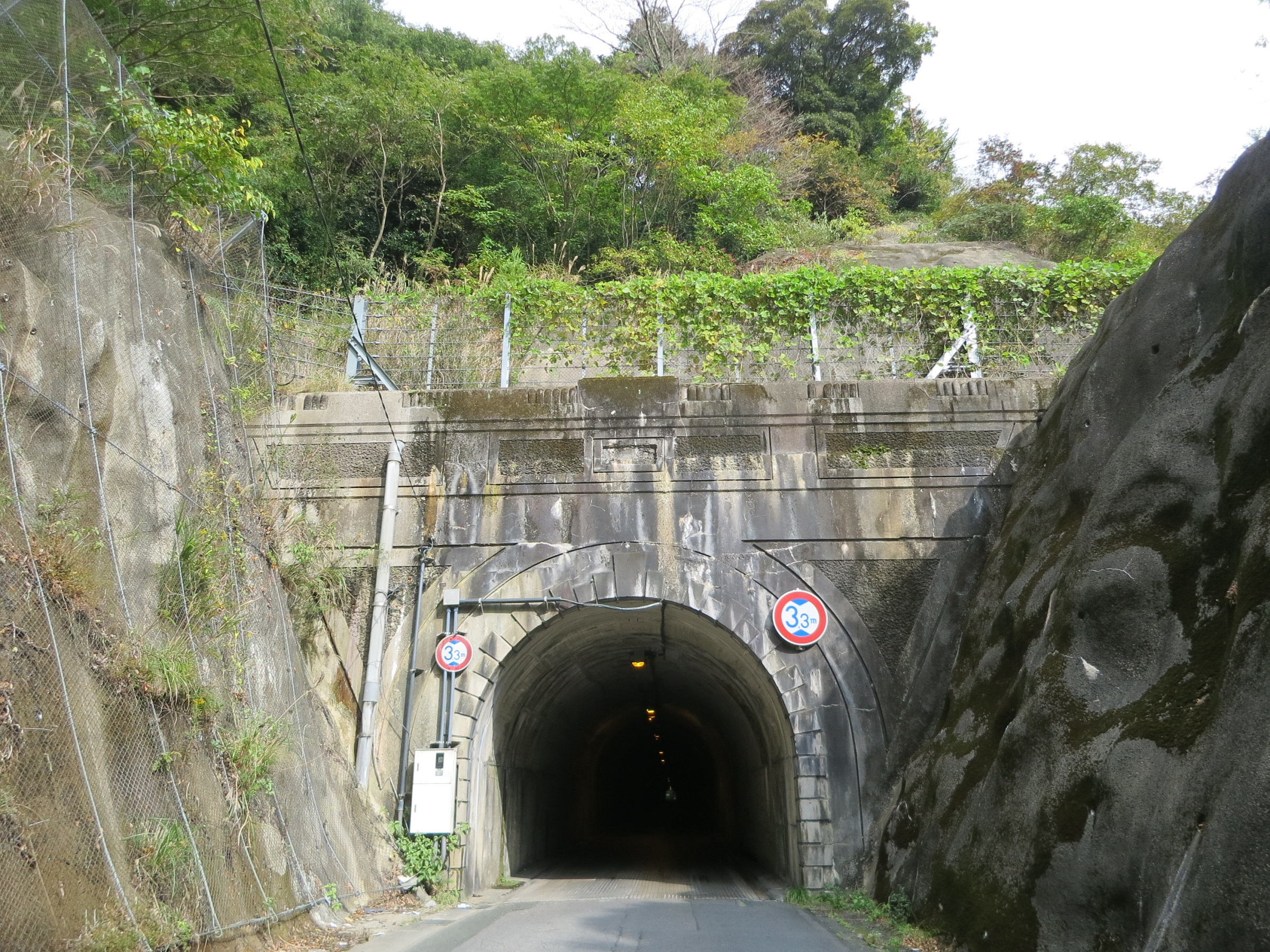
鉢地坂トンネル （愛知県蒲郡市）

## 地理

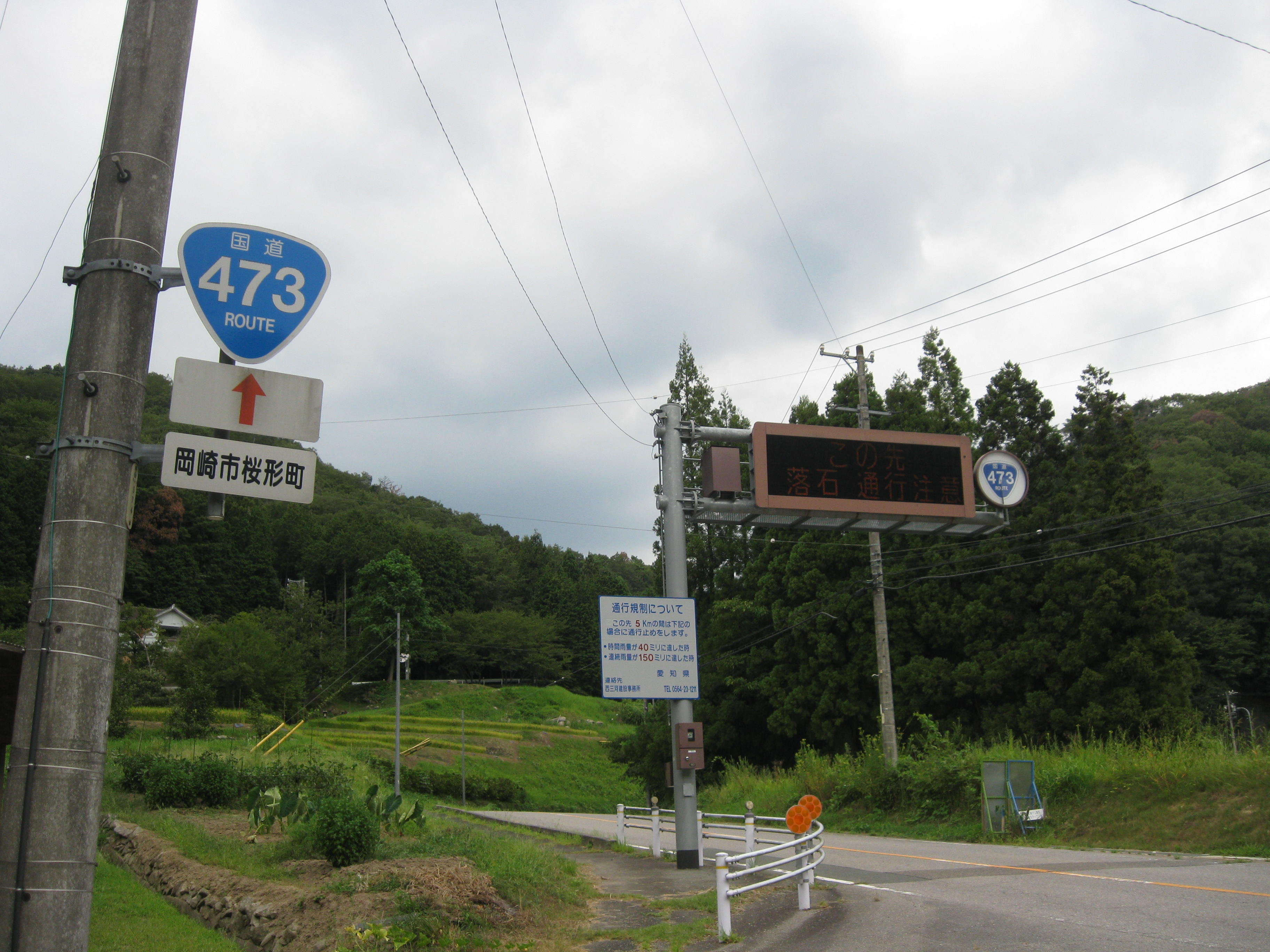
愛知県岡崎市桜形町（2013年8月）

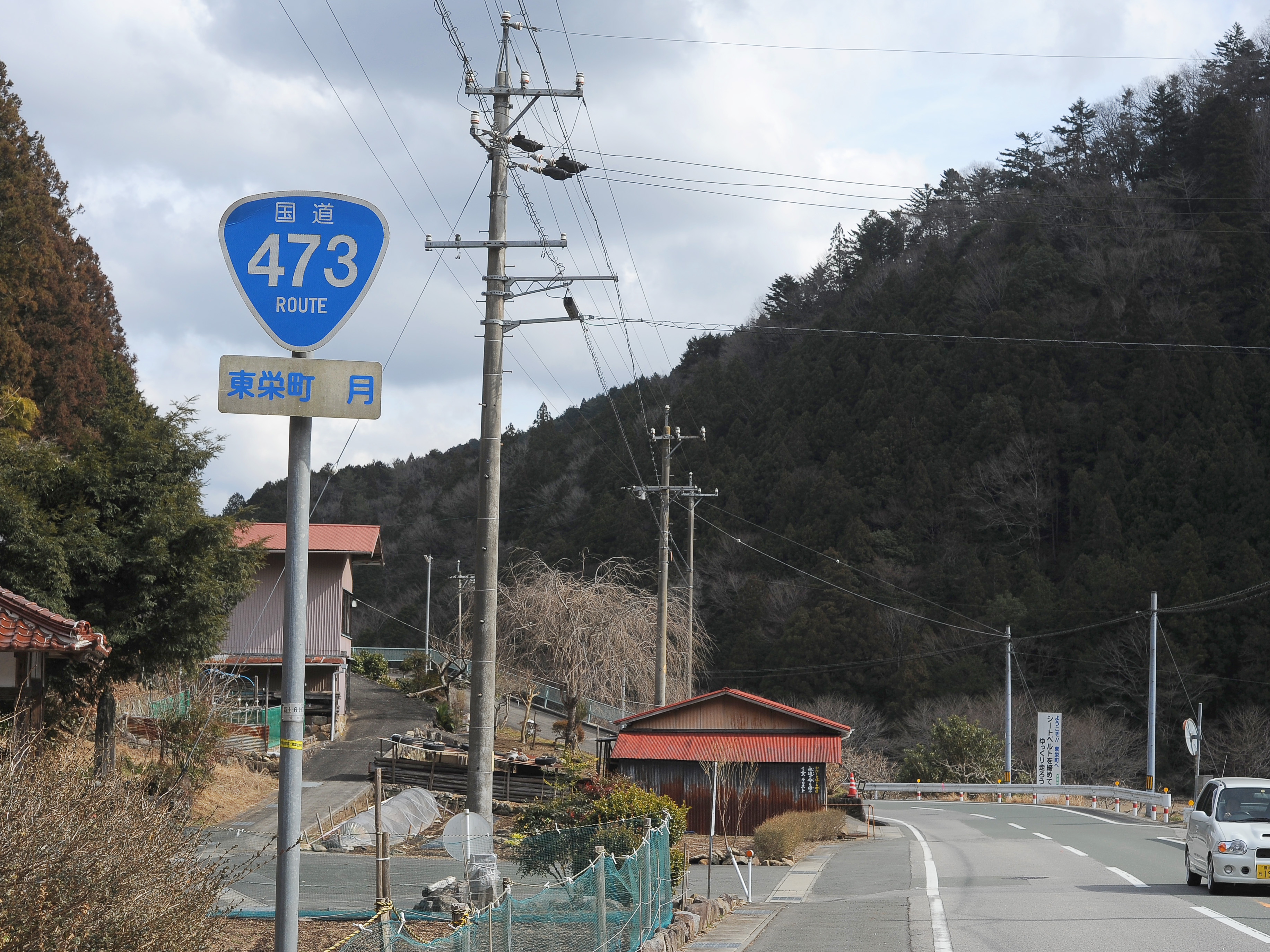
愛知県北設楽郡東栄町月（2015年2月）

三河、遠州北部の山間部を縫うように走ったのち、大井川右岸、牧之原台地を縦断して駿河湾に至る。豊田市から川根本町までの山間部区間は狭隘路が続く。金谷駅（島田市）の東側（約800 m）のみ旧東海道である。

### 通過する自治体
- 愛知県
  - 蒲郡市 - 岡崎市 - 豊田市 - 新城市 - 北設楽郡設楽町 - 北設楽郡東栄町
- 静岡県
  - 浜松市（天竜区） - 榛原郡川根本町 - 島田市 - 菊川市 - 牧之原市

### 交差する道路
- 国道23号（名豊道路）蒲郡インターチェンジ（蒲郡市清田町）
- 国道1号（岡崎市、島田市）
- 新東名高速道路岡崎東インターチェンジ（岡崎市樫山町）
- 国道301号（挙母街道）（豊田市）
- 国道420号（豊田市）
- 国道257号（設楽町）
- 国道151号（別所街道）（設楽町、東栄町）
- 国道152号（浜松市天竜区）
- 国道362号（浜松市天竜区、川根本町）
- 新東名高速道路島田金谷インターチェンジ（島田市）
- 国道1号（島田金谷バイパス）（島田市）- 菊川ICで金谷御前崎連絡道路と接続。
- 東名高速道路相良牧之原インターチェンジ（牧之原市）
- 国道150号（牧之原市）